# Chimborazo
Chimborazo (phát âm tiếng Tây Ban Nha: [tʃimboˈɾaso]) là một núi lửa dạng tầng hiện không còn hoạt động nằm trong dãy Cordillera Occidental của dãy núi Andes. Phun trào được biết đến cuối cùng được tin là đã xảy ra khoảng năm 550.
Với đỉnh của nó cao của 6.268 mét (20,564 ft), Chimborazo là ngọn núi cao nhất ở Ecuador. Nó là đỉnh cao nhất ở gần đường xích đạo. Chimborazo không phải là ngọn núi cao nhất của độ cao trên mực nước biển, nhưng vì nó nằm dọc theo phần lồi ra của xích đạo làm cho đỉnh của nó là điểm xa nhất trên bề mặt Trái Đất tính từ trung tâm của Trái Đất.
Chimborazo là một ngọn núi lửa Chỏm băng không còn hoạt động ở Ecuador. Chimborazo thực sự là núi lửa đôi bao gồm hai địa tầng núi lửa cũ. Chimborazo có bốn đỉnh: Veintimilla, Whymper, Politecnica và Nicolas Martínez. Đỉnh Veintimilla cao khoảng 6.230 mét. Đỉnh Whymper là điểm cao nhất trên núi tại 6.268 mét. Đỉnh Politecnica cao 5.820 mét. Đỉnh cuối cùng, Nicolas Martínez cao 5.570 mét. Đỉnh này được đặt theo tên người cha của leo núi Ecuador. Núi lửa được phân loại là một núi lửa dạng tầng. Đây là loại núi lửa được mô tả có độ dốc thấp ở phía dưới rồi dần dần có dốc cao hơn lên núi. Chimborazo có chu vi 78 dặm và có đường kính 30 dặm. Độ cao trên Chimborazo của được bao phủ trong sông băng đang giảm kích thước do biến đổi khí hậu và giảm tro bụi từ núi lửa gần đó, Tungurahua. Ngoài các sông băng, núi lửa được bao phủ bởi miệng núi lửa.

## Chú giải
1. ↑  The elevation given here was established by a differential GPS survey in 1993; see World Mountaineering in the references. The survey was carried out by a team of 10 personnel from the School of Military Survey in Newbury, United Kingdom, working in cooperation with the Ecuadorian Instituto Geografico Militar. Accuracy of ±2 m is claimed.[2]
This figure is compatible with SRTM data and a more recent GPS measurement, unlike an older but still frequently given figure of 6.310 mét (20.702 ft).